# Деньер и Матлен
«Деньер и Матлен» (фр. Denière et Matelin) — парижский «бронзовый дом», бронзолитейная мастерская, производившая патинированные и позолоченные бронзовые изделия в периоды Директории, Первой и Второй империи во Франции.

## История
Компания названа по именам основателей, мастеров-ювелиров, литейщиков и чеканщиков Жана-Франсуа Деньера (1774—1866) и Франсуа-Тома Матлена (1759—1815). Известна производством мебели и деталей обстановки жилых и дворцовых интерьеров: канделябров, торшеров и декоративных часов из позолоченной бронзы.
Поставщик двора до 1789 года, эта компания в основном экспортировала продукцию европейским королевским дворам, а также заказчикам из Соединённых Штатов Америки. Во времена Империи компания восстановила свою популярность, производя мебель, канделябры и часы для дворцов режима Наполеона Бонапарта в стиле ампир. Наследники продолжали дело в период Реставрации Бурбонов и Второй империи в «стиле Наполеона III» по рисункам известных художников, в частности А.-Э. Каррье-Беллёза.